# Росалехо
Росалехо (ісп. Rosalejo) — муніципалітет в Іспанії, у складі автономної спільноти Естремадура, у провінції Касерес. Населення — 1311 осіб (2010).
Муніципалітет розташований на відстані близько 160 км на захід від Мадрида, 95 км на північний схід від Касереса.

## Демографія
Динаміка населення (INE ):